# PAPA (漫画家)
PAPA（ぱぱ）は、山梨県南アルプス市出身の漫画家。主にアンソロジーコミックや4コマ漫画を手がける。趣味は自転車でのツーリング。

## 作品リスト

### 漫画作品
- まどか☆えんがわ（『まんがタイムきらら☆マギカ』Vol.1〈2012年〉 - Vol.28〈2016年〉）
- ミソニノミコト（『まんがタイムきららミラク』2014年9月号 - 2016年6月号）
- くらし継がれて（原作：ガールズ&パンツァー製作委員会、『ガールズ&パンツァー コミックアンソロジー SIDE:継続高校』2016年） - 『ガールズ&パンツァー』のアンソロジー寄稿作品[1]。
- マギア☆レポート（『マギアレコード 魔法少女まどか☆マギカ外伝』公式サイト、2017年3月10日 - 8月22日） - 『マギアレコード 魔法少女まどか☆マギカ外伝』の宣伝漫画[2]。
  - マギア☆レポート2（『マギアレコード 魔法少女まどか☆マギカ外伝』公式サイト、2017年9月19日 - 2024年7月30日） - 『マギア☆レポート』2巻以降に収録。
- PUSH START（原作：あfろ、『ゆるキャン△アンソロジーコミック』1巻、2020年） - 『ゆるキャン△』のアンソロジー寄稿作品[3]。
- 『BanG Dream! ガルパ☆ピコ』のアンソロジー寄稿作品（『BanG Dream! ガルパ☆ピコ コミックアンソロジー』2巻、2020年）[4]

### 書籍
- 『まどか☆えんがわ』、芳文社〈まんがタイムKRコミックス〉2013年 - 2016年、全3巻[5]
- 『ミソニノミコト』、芳文社〈まんがタイムKRコミックス〉2015年 - 2016年、全2巻[6]
- 『マギア☆レポート』、芳文社〈まんがタイムKRコミックス〉2019年[2] - 2024年、全7巻

### その他
- ご注文はうさぎですか？チマメ隊 アンソロジー〜Happy Diary!〜（2016年）カバーイラスト[7]
- マギアレコード 魔法少女まどか☆マギカ外伝（ゲーム、2018年）
  - キャラクターデザイン（眞尾ひみか、まどか先輩、いろはちゃん、フェリシアちゃん、レナちゃん アイドルver.）およびドッペルデザイン原案
  - 一部メモリアのイラストレーター
  - 一部イベントのシナリオ原案
- こみっくがーるずアンソロジーコミック（2018年）カバーイラスト[8]
- マギレポ劇場（『マギアレコード 魔法少女まどか☆マギカ外伝』予告CM、2019年）[9]